# Courtiers en riz
 (septembre 2016).
Pour les articles homonymes, voir Courtier (homonymie).

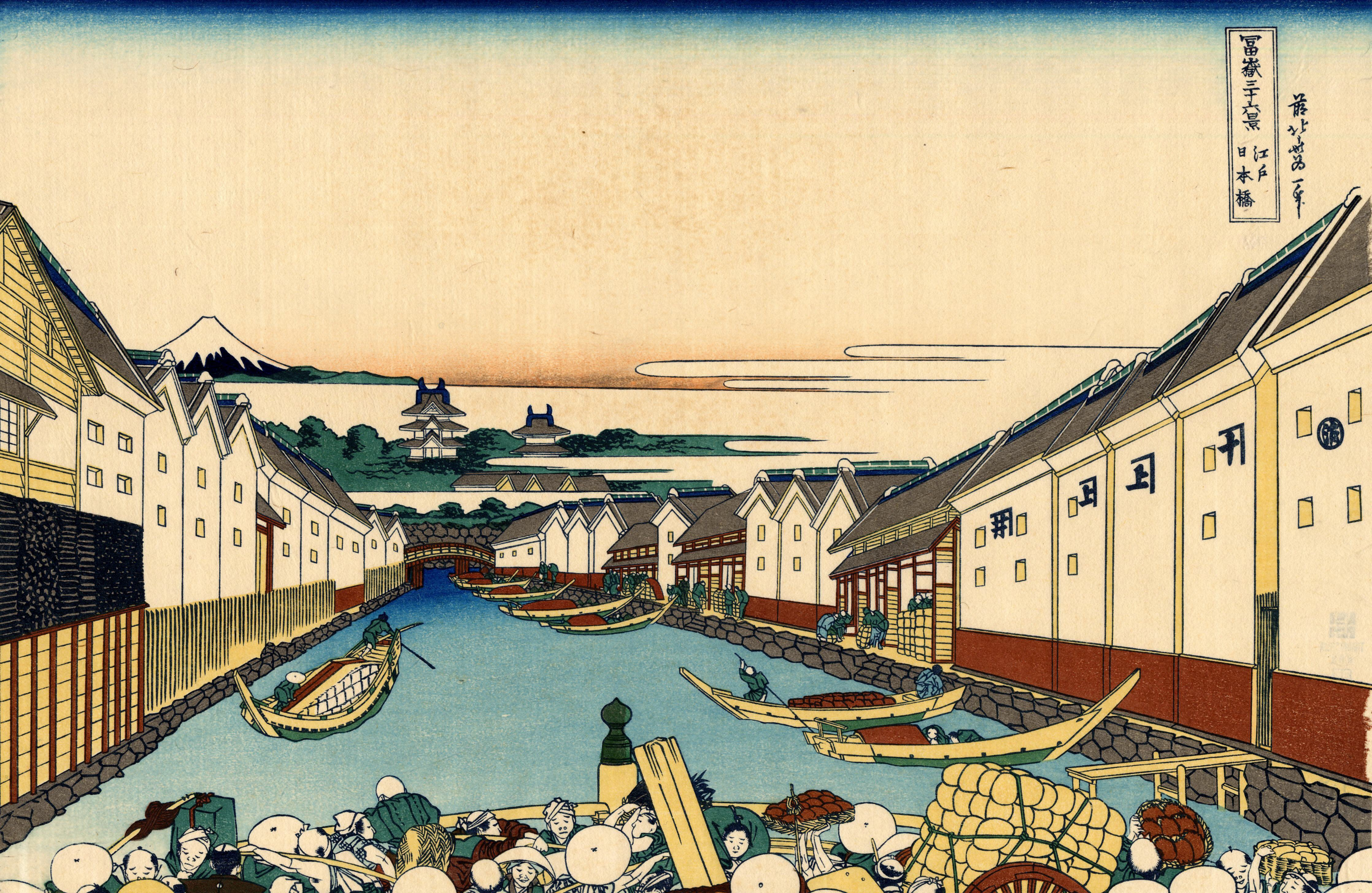
Pont de Nihonbashi à Edo, courtiers en riz. Trente-six vues du mont Fuji de Hokusai.

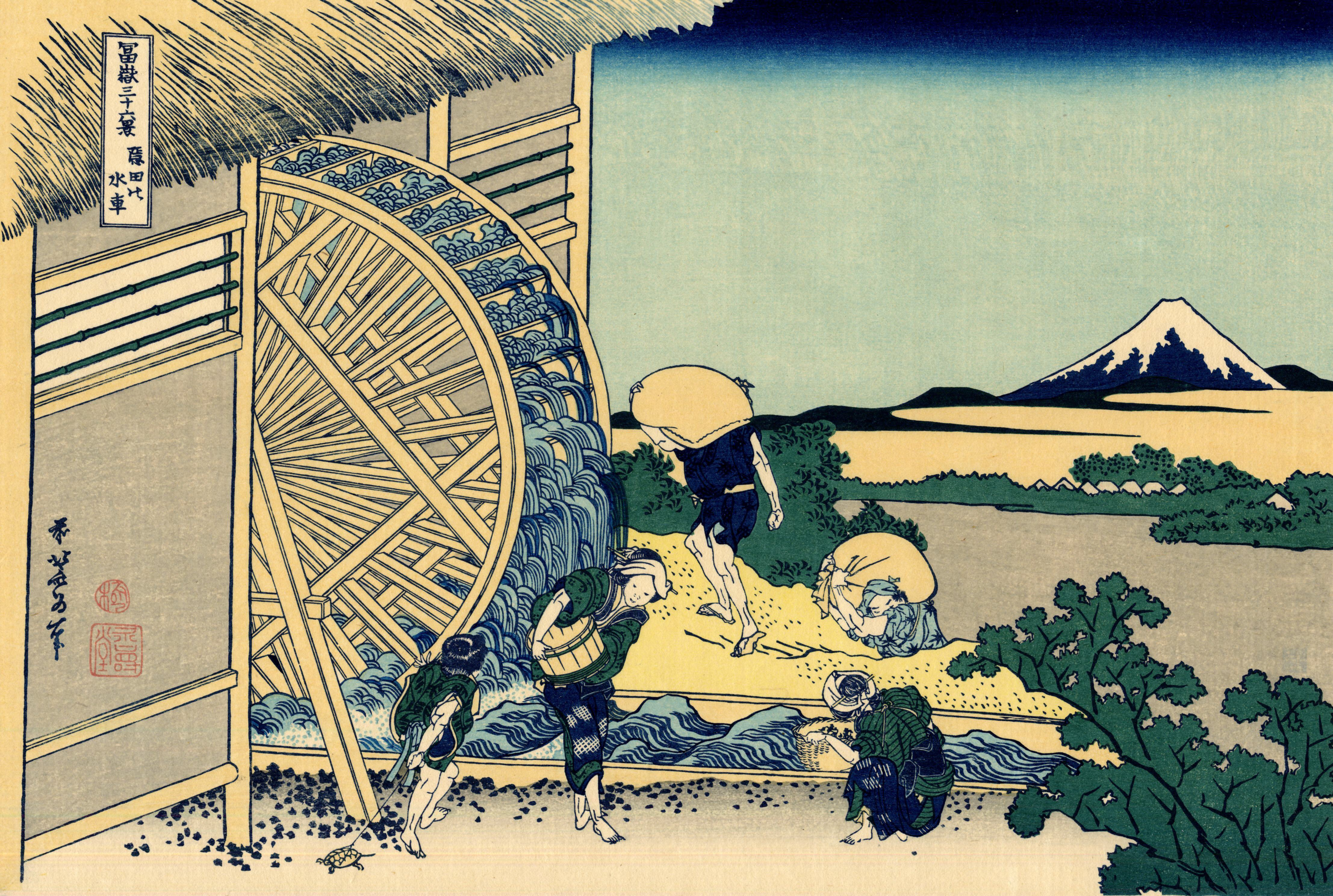
Polissage du riz par moulin à eau au début du Japon moderne. Trente-six vues du mont Fuji de Hokusai.

Les courtiers en riz, qui prennent de l'importance et du pouvoir à Osaka et Edo au cours de l'époque d'Edo (1603-1867) de l'histoire du Japon, sont les précurseurs du système bancaire japonais. En fait, le concept trouve son origine à Kyoto plusieurs centaines d'années plus tôt. Les premiers courtiers en riz de Kyoto, cependant, fonctionnent un peu différemment, et ne sont finalement pas aussi puissant ni économiquement influents que le sera plus tard le système à Osaka.
Les daimyo, (seigneurs féodaux), reçoivent la plupart de leurs revenus sous forme de riz. Les chōnin (commerçants) à Osaka et Edo, commencent donc à mettre en place des entrepôts où ils engrangent le riz des daimyo en échange d'une redevance, qu'ils échangent pour des pièces de monnaie ou une autre forme de reçu, en substance un précurseur du papier monnaie. Beaucoup, sinon la totalité de ces courtiers de riz font également des prêts, et deviennent en fait très riches et puissants. Comme la période d'Edo avance, les daimyo s'appauvrissent et commencent à prendre plus de prêts, augmentant ainsi la position sociale des courtiers de riz.
Ceux-ci gèrent également, dans une large mesure, le transport du riz dans le pays, organisant le revenu et la richesse de nombreux daimyo et payant des impôts au nom du daimyo de leurs entrepôts.

## Kyoto
Comme l'urbanisation et d'autres changements économiques deviennent significativement plus répandus et puissants au XIVe siècle, la croissance des villes créé une croissance de la demande pour le transport des produits, en particulier le riz, dans les villes, en provenance de zones rurales de plus en plus grandes et éloignées. En conséquence, un système de transport de matière et d'entreposage apparaît à Kyoto. Ce processus est le même que celui qui catapulte le Japon dans l'ère moderne à l'époque d'Edo, mais sur une échelle plus petite et plus localisée autour de la zone du Kínai, et centré à Kyoto au lieu d'Osaka qui va devenir le centre commercial d'un système de commerce national trois cents ans plus tard.
Les courtiers de riz à Kyoto font des affaires très rapidement et deviennent de plus en plus organisés au cours du XIVe siècle. En 1400, la nécessité d'un marché du riz centrale se fait sentir. Créé aux environs de cette année, le marché central du riz à Kyoto fixe le prix du riz par un système d'enchères, déterminant, fortement mais indirectement, les prix dans l'ensemble du pays. Cet effet est renforcé par le contrôle monopolistique serré des commerçants de ce marché central sur le commerce du riz dans toute la ville; nulle part ailleurs le commerce de gros du riz n'est autorisé. Comme les affaires se développent, les courtiers de riz se multiplient parmi leurs adhérents transporteurs et gardes qui contrôlent étroitement le flux de riz dans la ville. Ces emplois se spécialisent davantage et s'organisent au cours du XVe siècle, se développant en branches bien distinctes de la guilde.
Un incident en 1431 illustre la puissance des marchands de riz de Kyoto; ils complotent pour réduire l'offre de riz sur le marché afin de faire grimper les prix. Après que la cour impériale leur a ordonné de reprendre la vente de riz à un taux juste, ils le font pendant une journée puis cessent tout à fait de vendre du riz. Lorsque le vice-gouverneur de la Samurai-dokoro est envoyé pour arrêter et punir les meneurs, peu est fait car le vice-gouverneur lui-même fait partie du complot. Les marchands continuent à abuser de leur pouvoir, encouragés par la facilité à le faire et la corruption rampante qui se répand aussi haut dans l'échelle sociale que l'épouse du shogun Ashikaga Yoshimasa.
Les courtiers en bovins et les négociants de produits de la mer tels que le sel et le poisson connaissent aussi une croissance et un développement significatifs durant cette période. Kyoto voit également l'émergence et le développement continu de l'économie monétaire. Le riz n'est pas entièrement remplacé par les pièces de monnaie, cependant, avant la fin de l'époque d'Edo ou le début de l'ère Meiji.
L'économie de Kyoto, au moins aux yeux (et dans les coffres) des marchands, prospère pendant dans les deux premiers tiers du XVe siècle. Cependant, le déclenchement de la guerre d'Ōnin en 1467, apporte un brusque coup d'arrêt à ces développements et aux marchands derrière eux. Les nombreux magasins et entrepôts qui composent le marché du riz central sont rapidement vendus à des prix très bas et la ville est témoin de terribles violences et destructions dans les années qui suivent.

## Osaka
Vers 1700, Osaka est devenu le centre commercial du Japon. Les marchands d'Osaka se sont organisés en un système de chambre de compensation national. Un des obstacles majeurs à la mise au point d'un système capitaliste moderne au Japon à cette époque est le problème du transport. Bien que certains produits de base, tels que la soie tissée et le saké peuvent être transportés facilement dans un panier, la plupart des cultures sont récoltées en volumes tels qu'une caravane de chevaux de bât et de charrettes à travers les routes accidentées et dangereuses, dirigée par les agriculteurs, ne peut tout simplement pas être mise en œuvre. Ainsi, un certain nombre de villes servent d'étapes où les marchands agissent comme intermédiaires, stockent les produits agricoles et les transportent vers les grands centres commerciaux tels qu'Osaka, contre rémunération. Cependant, l'augmentation de l'offre et de la demande vers la fin du XVIIe siècle nécessite une meilleure méthode du transport de marchandises en grandes quantités. Les marchands de Sakai, préfecture d'Osaka, et un certain nombre d'autres ports abordent ce problème et expérimentent l'usage de grands navires pour le transport de marchandises le long des côtes. À la fin du XVIIe siècle, Osaka est le siège d'au moins 24 expéditeurs de fret à Edo et d'un système complexe de corporations, à la fois à Osaka proprement dit et dans la zone alentour, spécialisés dans le coton, le sucre, le papier et les produits de régions particulières. 
Les revenus des daimyo à cette époque sont versés sous forme de kokus de riz, correspondant à un montant égal à la quantité de riz qu'un homme consomme en un an. Bien qu'il y existe un système national unifié de monnaie, chaque domaine féodal est également libre de frapper sa propre monnaie. Ainsi, le paiement pour les hôtels, les auberges et la nourriture est une affaire complexe et difficile pour les daimyo à destination ou en provenance d'Edo tel que mandatés par le système sankin kōtai (présence alternée) du shogunat.
Aussi un système d'entrepôts de riz apparaît-il, issu naturellement des entrepôts de riz qui forment une partie de ce réseau de commerce. Centrés à Osaka, les courtiers achètent du riz des daimyo et émettent des factures papier, représentant leur valeur en échange. C'est probablement la première monnaie de papier au Japon mais le concept est repris rapidement et le crédit des courtiers est assez bon pour justifier le genre de confiance sur laquelle repose un tel système. Beaucoup de commerçants à travers le pays sont disposés à échanger les factures papier pour des pièces ou des lingots métalliques, reconnaissant que les courtiers d'Osaka reprendront les factures en paiement pour le riz.
Peu de temps après, ces courtiers en riz franchissent le pas naturel et logique en vue de devenir de véritables institutions financières. Ils commencent à prêter de l'argent de papier aux daimyo et aux samouraïs qui promettent de les rembourser avec les recettes fiscales des saisons à venir. Pendant un temps, cela fonctionne assez bien pour les samouraïs et les courtiers, dont le système se développe en quelque chose de beaucoup plus proche d'une banque moderne; Les opérations commencent à être réalisées entièrement en papier, le riz ne servant que nominalement de réserve de soutien. Cependant, ce mode de fonctionnement conduit rapidement au problème des samouraï vivant au-delà de leurs moyens et qui dépensent plus pour maintenir le style de vie qui accompagne leur statut que ce qu'ils peuvent espérer rembourser. Les courtiers de riz, le plus souvent, trouvent plus facile de simplement permettre aux samouraïs et aux daimyo de reporter le remboursement des prêts ou même de les « oublier ». La dernière décennie du XVIIe siècle, l'ère Genroku, est aujourd'hui largement considérée comme ayant été l'apogée de l'extravagance de l'époque d'Edo. Daimyo et samouraïs dépensent au-delà de leurs moyens et les commerçants, qui, dans l'ensemble engrangent d'immenses profits, dépensent aussi inconsidérément.
Cette économie en surchauffe s'effondre à la fin de l'ère Genroku, au cours de la première décennie du XVIIIe siècle. À ce moment, beaucoup de samouraïs et de daimyo sont tellement endettés auprès des courtiers qu'ils ne pourront jamais espérer être en mesure de les rembourser. C'est évidemment un énorme problème pour les courtiers. Un nouveau shogun arrive alors au pouvoir, motivé par des idéaux confucéens et prêt pour des réformes. Ainsi, le shogunat intervient-il et cherche-t-il à contrôler le développement économique du pays ainsi que la richesse et la puissance de la classe marchande croissante, en organisant et régulant une série de guildes et en adoptant des lois somptuaires strictes interdisant aux commerçants de se comporter comme des individus des classes supérieures (c'est-à-dire samouraïs, nobles). Sanctionnée et encouragée par le shogunat, la bourse du riz de Dōjima est née qui intègre et organise les courtiers de riz dans le nord d'Osaka. Le système est officiellement soutenu par le shogunat qui agit via la Bourse de riz pour mettre en œuvre sa politique monétaire.
Au cours des XVIIe et XVIIIe siècles, ces institutions basées à Osaka se développent plus solidement en ce qui peut légitimement être appelé « banques », concentrant leurs efforts en grande partie sur les prêts aux daimyo. Cependant, comme la paix et la stabilité sont à l'origine de la chute du système féodal, les daimyo sont de moins en moins en mesure de rembourser les prêts et un volume incroyable de dettes est tout simplement accepté ou ignoré. La masse monétaire créée par les banques augmente également hors de contrôle pour devenir un aspect essentiel de l'économie de la nation, ce qui provoque de graves conséquences économiques chaque fois qu'elle est modifiée. Le shogunat tente de réparer et de réguler l'économie, en particulier la masse monétaire et la valeur monétaire du riz, mais en vain. Apparemment, si quelqu'un a compris les développements économiques supportés par les courtiers en riz, ce sont les seuls courtiers en riz. Puisque les revenus des samouraï sont en montants fixes de riz et non pas en valeur monétaire, l'avilissement de la valeur du riz affecte leur richesse de façon drastique et l'inflation créée par les tentatives gouvernementales pour contrôler l'offre de monnaie métallique a des effets similaires. De toute cette agitation, il est juste de dire que les courtiers en riz sont à peu près les seuls à profiter.
Au début du XIXe siècle, en réponse à l'inflation croissante, à la puissance des courtiers de riz et de la classe marchande en général, le shogunat impose de nouveau une série de règlements et de restrictions lourds. L'un des plus dommageables est naturellement une proscription contre la réception de paiements de prêt des daimyo. Dans les années 1860 qui voient la fin du shogunat Tokugawa, les courtiers de riz d'Osaka disparaissent également, remplacés par d'autres institutions de marchands.

## Edo
Les courtiers de riz d'Edo sont appelés fudasashi (札差, « note / facture d'échange »), et se trouvent dans le quartier kuramae (蔵前, « devant les entrepôts ») d'Asakusa. Acteurs d'une entreprise très rentable, les fudasashi agissent à la fois comme usuriers et comme intermédiaires assurant la logistique du paiement des impôts des daimyo au shogunat. Les courtiers en riz, comme d'autres membres de la société chōnin (gens de la ville) à Edo, sont des clients fréquents du théâtre kabuki, du quartier des plaisirs de Yoshiwara et d'autres aspects de la culture urbaine de l'époque.

## Source de la traduction
- (en) Cet article est partiellement ou en totalité issu de l’article de Wikipédia en anglais intitulé « Rice broker » (voir la liste des auteurs).